# Paul Pholeros
Paul Anthony Pholeros, né en 1953 à Sydney et mort le 1er février 2016 dans la même ville, est un architecte australien. Il a été vice-président de la Fondation Architectes de l'urgence.

## Biographie
Paul Pholeros est diplômé en architecture à l’université de Sydney en 1974. Il crée son cabinet, Paul Pholeros Architects, en 1984.
En 2007, il devient membre de l'ordre d'Australie en reconnaissance de ses efforts pour le bien-être des populations autochtones du pays et des habitants des îles du détroit de Torrès.
Paul Pholeros meurt à Sydney le 1er février 2016, à l'âge de 62 ans.